# Rhamphomyia
Rhamphomyia is een geslacht van vliegen uit de familie van de dansvliegen (Empididae).

## Soorten
- R. adversa (Coquillett, 1900)
- R. aethiops (Zetterstedt, 1838)
- R. agasicles (Walker, 1849)
- R. albata (Coquillett, 1902)
- R. albidiventris (Strobl, 1898)
- R. albipennis (Fallen, 1816)
- R. albissima (Frey, 1913)
- R. albitarsis (Collin, 1926)
- R. albogeniculata (von Roser, 1840)
- R. albohirta (Collin, 1926)
- R. albonigra (Frey, 1950)
- R. albopilosa (Coquillett, 1900)
- R. albosegmentata (Zetterstedt, 1838)
- R. alpina (Zetterstedt, 1838)
- R. ambocnema (Chillcott, 1959)
- R. americana (Wiedemann, 1830)
- R. amoena (Loew, 1840)
- R. amplicella (Coquillett, 1895)
- R. amplipedis (Coquillett, 1895)
- R. anaxo (Walker, 1849)
- R. andalusiaca (Strobl, 1899)
- R. anfractuosa (Bezzi, 1904)
- R. angulifera (Frey, 1913)
- R. angustipennis (Loew, 1861)
- R. anomala (Oldenberg, 1915)
- R. anomalina (Zetterstedt, 1838)
- R. anomalipennis (Meigen, 1822)
- R. anthracina (Meigen, 1822)
- R. anthracinella (Strobl, 1898)
- R. anthracodes (Coquillett, 1900)
- R. aperta (Loew, 1862)
- R. arctotibia (Chillcott, 1959)
- R. arcuata (Coquillett, 1895)
- R. argentata (von Roder, 1887)
- R. armimana (Oldenberg, 1910)
- R. aterrima (Frey, 1922)
- R. atra (Meigen, 1822)
- R. atrata (Coquillett, 1900)
- R. aucta (Oldenberg, 1917)
- R. australis (Frey, 1922)
- R. avida (Coquillett, 1895)
- R. barbata (Macquart, 1823)
- R. barypoda (Coquillett, 1900)
- R. basalis (Loew, 1864)
- R. basispinosa (Frey, 1950)
- R. beckeriella (Chvala, 1985)
- R. bifilata (Coquillett, 1895)
- R. bigelowi (Walley, 1927)
- R. bipila (Strobl, 1909)
- R. birdi (Curran, 1929)
- R. biroi (Bezzi, 1908)
- R. biserialis (Collin, 1960)
- R. bistriata (Strobl, 1910)
- R. borealis (Fabricius, 1780)
- R. brevipila (Oldenberg, 1922)
- R. brevis (Loew, 1861)
- R. brevistylata (Oldenberg, 1927)
- R. breviventris (Frey, 1913)
- R. caesia (Meigen, 1822)
- R. californica (Coquillett, 1895)
- R. caliginosa (Collin, 1926)
- R. calvimontis (Cockerell, 1916)
- R. candicans (Loew, 1864)
- R. caudata (Zetterstedt, 1838)
- R. ciliata (Coquillett, 1895)
- R. cilipes (Say, 1823)
- R. cinefacta (Coquillett, 1900)
- R. cineracea (Coquillett, 1900)
- R. cinerascens (Meigen, 1804)
- R. claripennis (Oldenberg, 1922)
- R. clauda (Coquillett, 1901)
- R. clavator (Coquillett, 1901)
- R. clavigera (Loew, 1861)
- R. clypeata (Macquart, 1834)
- R. colorata (Coquillett, 1895)
- R. compta (Coquillett, 1895)
- R. conjuncta (Loew, 1861)
- R. conservativa (Malloch, 1919)
- R. cophas (Walker, 1849)
- R. coracina (Zetterstedt, 1849)
- R. crassicauda (Strobl, 1893)
- R. crassimana (Strobl, 1898)
- R. crassirostris (Fallen, 1816)
- R. cribrata (Oldenberg, 1927)
- R. crinita (Becker, 1887)
- R. culicina (Fallen, 1816)
- R. currani (Steyskal, 1964)
- R. curvinervis (Oldenberg, 1915)
- R. curvipes (Coquillett, 1904)
- R. curvula (Frey, 1913)
- R. czizeki (Bartak, 1982)
- R. chibinensis (Frey, 1922)
- R. chionoptera (Bezzi, 1904)
- R. dalmatica (Oldenberg, 1927)
- R. dana (Walker, 1849)
- R. daria (Walker, 1849)
- R. dasypoda (Steyskal, 1964)
- R. debilis (Loew, 1861)
- R. dentata (Oldenberg, 1910)
- R. dimidiata (Loew, 1861)
- R. discoidalis (Becker, 1889)
- R. disconcerta (Curran, 1930)
- R. disparilis (Coquillett, 1900)
- R. diversa (Coquillett, 1901)
- R. dorsata (Becker, 1915)
- R. dudai (Oldenberg, 1927)
- R. duplicis (Coquillett, 1895)
- R. ecetra (Walker, 1849)
- R. effera (Coquillett, 1895)
- R. erecta (Bartak, 1998)
- R. erinacioides (Malloch, 1919)
- R. erythrophthalma (Meigen, 1830)
- R. eupterota (Loew, 1873)
- R. exigua (Loew, 1862)
- R. expulsa (Walker, 1857)
- R. falcipedia (Chillcott, 1959)
- R. fascipennis (Zetterstedt, 1838)
- R. ficana (Walker, 1849)
- R. filicauda (Henriksen and Lundbeck, 1917)
- R. fimbriata (Coquillett, 1895)
- R. flava (Fallen, 1816)
- R. flavirostris (Walker, 1849)
- R. flaviventris (Macquart, 1827)
- R. flexuosa (Coquillett, 1895)
- R. formosula (Melander, 1965)
- R. freyi (Bartak, 1984)
- R. frontalis (Loew, 1862)
- R. fumosa (Loew, 1861)
- R. fuscipennis (Zetterstedt, 1838)
- R. fuscula (Zetterstedt, 1838)
- R. galactoptera (Strobl, 1893)
- R. geniculata (Meigen, 1830)
- R. gibba (Fallen, 1816)
- R. gibbifera (Strobl, 1906)
- R. gilvipes (Loew, 1861)
- R. gilvipilosa (Coquillett, 1895)
- R. glabra (Loew, 1861)
- R. glauca (Coquillett, 1900)
- R. gracilis (Loew, 1861)
- R. gracilitarsis (Frey, 1950)
- R. granadensis (Chvala, 1981)
- R. griseola (Zetterstedt, 1838)
- R. gufitar (Frey, 1922)
- R. hambergi (Frey, 1916)
- R. helleni (Frey, 1922)
- R. hercynica (Oldenberg, 1927)
- R. herschelli (Malloch, 1919)
- R. heterochroma (Bezzi, 1898)
- R. hirsutipes (Collin, 1926)
- R. hirticula (Collin, 1937)
- R. hirtimana (Oldenberg, 1922)
- R. hirtipes (Loew, 1864)
- R. hirtula (Zetterstedt, 1842)
- R. hoelsi (Frey, 1950)
- R. hovgaardii (Holmgren, 1880)
- R. hungarica (Weber, 1969)
- R. hybotina (Zetterstedt, 1838)
- R. ignobilis (Zetterstedt, 1859)
- R. impedita (Loew, 1862)
- R. incompleta (Loew, 1863)
- R. insecta (Coquillett, 1895)
- R. intonsa (Steyskal, 1964)
- R. irregularis (Loew, 1864)
- R. janovensis (Bartak, 1981)
- R. jubata (Chillcott, 1959)
- R. kerteszi (Oldenberg, 1927)
- R. kreischi (Bartak, 1998)
- R. laevigata (Loew, 1861)
- R. laevipes (Fallen, 1816)
- R. lamellata (Collin, 1926)
- R. lamelliseta (Ringdahl, 1928)
- R. lapponica (Frey, 1955)
- R. latifrons (Frey, 1913)
- R. lautereri (Bartak, 1981)
- R. leptopus (Loew, 1873)
- R. leucoptera (Loew, 1861)
- R. limata (Coquillett, 1900)
- R. limbata (Loew, 1861)
- R. lindneri (Bartak, 1998)
- R. liturata (Loew, 1861)
- R. lividiventris (Zetterstedt, 1838)
- R. loewi (Nowicki, 1868)
- R. longefilata (Strobl, 1906)
- R. longicauda (Loew, 1861)
- R. longicornis (Loew, 1861)
- R. longipennis (Loew, 1861)
- R. longipes (Meigen, 1804)
- R. longirostris (Lindner, 1972)
- R. loripedis (Coquillett, 1895)
- R. lucidula (Zetterstedt, 1842)
- R. luctifera (Loew, 1861)
- R. luctuosa (Loew, 1872)
- R. luridipennis (Nowicki, 1868)
- R. luteiventer (Curran, 1929)
- R. luteiventris (Loew, 1864)
- R. macilenta (Loew, 1864)
- R. maculipennis (Zetterstedt, 1842)
- R. magellensis (Frey, 1922)
- R. mallos (Walker, 1849)
- R. manca (Coquillett, 1895)
- R. marginata (Fabricius, 1787)
- R. mariobezzii (Bartak, 2001)
- R. melania (Becker, 1887)
- R. micans (Oldenberg, 1915)
- R. micropyga (Collin, 1926)
- R. minor (Oldenberg, 1922)
- R. minytus (Walker, 1849)
- R. modesta (Wahlberg, 1844)
- R. montana (Oldenberg, 1915)
- R. morenae (Strobl, 1899)
- R. morio (Zetterstedt, 1838)
- R. murina (Collin, 1926)
- R. mutabilis (Loew, 1862)
- R. nana (Loew, 1861)
- R. nasoni (Coquillett, 1895)
- R. nevadensis (Lindner, 1962)
- R. nigricans (Loew, 1864)
- R. nigripennis (Fabricius, 1794)
- R. nigripes (Strobl, 1898)
- R. nigrita (Zetterstedt, 1838)
- R. nigromaculata (von Roser, 1840)
- R. nitidivittata (Macquart, 1846)
- R. nitidolineata (Frey, 1913)
- R. nitidula (Zetterstedt, 1842)
- R. niveipennis (Zetterstedt, 1838)
- R. nodipes (Fallen, 1816)
- R. novecarolina (Beutenmüller, 1913)
- R. nox (Oldenberg, 1917)
- R. nubes (Collin, 1969)
- R. nubigena (Bezzi, 1904)
- R. nudipes (Oldenberg, 1927)
- R. obscura (Zetterstedt, 1838)
- R. obscuripennis (Meigen, 1830)
- R. opacithorax (Malloch, 1923)
- R. otiosa (Coquillett, 1895)
- R. pachymera (Bigot, 1887)
- R. palmeni (Frey, 1913)
- R. paradoxa (Wahlberg, 1844)
- R. parva (Coquillett, 1895)
- R. parvicellulata (Frey, 1922)
- R. pectinata (Loew, 1861)
- R. pectoris (Coquillett, 1895)
- R. phemius (Walker, 1849)
- R. physoprocta (Frey, 1913)
- R. pilifer (Meigen, 1838)
- R. piligeronis (Coquillett, 1895)
- R. plumifera (Zetterstedt, 1838)
- R. plumipes (Meigen, 1804)
- R. poissoni (Trehen, 1966)
- R. pokornyi (Bezzi, 1904)
- R. polita (Loew, 1862)
- R. poplitea (Wahlberg, 1844)
- R. praestans (Frey, 1913)
- R. prava (Chillcott, 1959)
- R. priapulus (Loew, 1861)
- R. pseudogibba (Strobl, 1910)
- R. pulla (Loew, 1861)
- R. pusilla (Zetterstedt, 1838)
- R. pusio (Loew, 1861)
- R. quinquelineata (Say, 1823)
- R. rava (Loew, 1862)
- R. ravida (Coquillett, 1895)
- R. reflexa (Zetterstedt, 1838)
- R. rufirostra (Say, 1829)
- R. rupestris (Oldenberg, 1927)
- R. rustica (Loew, 1864)
- R. sanctimauritii (Becker, 1887)
- R. sareptana (Frey, 1950)
- R. scaurissima (Wheeler, 1896)
- R. sciarina (Fallen, 1816)
- R. scitula (Frey, 1922)
- R. scolopacea (Say, 1823)
- R. scutellaris (Coquillett, 1895)
- R. sellata (Loew, 1861)
- R. serpentata (Loew, 1856)
- R. setosa (Coquillett, 1895)
- R. siebecki (Strobl, 1898)
- R. similata (Malloch, 1919)
- R. simplex (Zetterstedt, 1849)
- R. soccata (Loew, 1861)
- R. sociabilis (Williston, 1893)
- R. soleata (Melander, 1965)
- R. sordida (Loew, 1861)
- R. sphenoptera (Loew, 1873)
- R. spinipes (Fallen, 1816)
- R. spinosipes (Oldenberg, 1915)
- R. stigmosa (Macquart, 1827)
- R. strobli (Bartak, 1985)
- R. stylata (Coquillett, 1895)
- R. subcinarescens (Collin, 1926)
- R. subdolomitica (Bartak, 1981)
- R. subglaucella (Frey, 1922)
- R. sudigeronis (Coquillett, 1895)
- R. sulcata (Meigen, 1804)
- R. sulcatella (Collin, 1926)
- R. sulcatina (Collin, 1926)
- R. tarsata (Meigen, 1822)
- R. tenuiterfilata (Becker, 1900)
- R. tersa (Coquillett, 1895)
- R. testacea (Loew, 1862)
- R. tibialis (Meigen, 1822)
- R. tibiella (Zetterstedt, 1842)
- R. tipularia (Fallen, 1816)
- R. trigemina (Oldenberg, 1927)
- R. tristis (Walker, 1857)
- R. tristriolata (Nowicki, 1868)
- R. tumiditarsis (Oldenberg, 1917)
- R. umbilicata (Loew, 1861)
- R. umbripennis (Meigen, 1822)
- R. umbripes (Becker, 1887)
- R. umbrosa (Loew, 1864)
- R. unguiculata (Frey, 1913)
- R. unimaculata (Loew, 1862)
- R. ursina (Oldenberg, 1915)
- R. ursinella (Melander, 1928)
- R. valga (Coquillett, 1895)
- R. vara (Loew, 1861)
- R. variabilis (Fallen, 1816)
- R. versicolor (Chillcott, 1959)
- R. vesiculosa (Fallen, 1816)
- R. villipes (Coquillett, 1900)
- R. virgata (Coquillett, 1895)
- R. vittata (Loew, 1862)
- R. wagneri (Bartak, 1998)
- R. weedii (Coquillett, 1895)